# 글리세르알데하이드 3-인산
글리세르알데하이드 3-인산(영어: glyceraldehyde 3-phosphate)은 모든 생물에서 몇 가지 중심 대사 경로의 중간생성물로 생성되는 대사 산물이다. 글리세르알데하이드 3-인산은 줄여서 G3P라고도 하며, 화학식이 H(O)CCH(OH)CH2OPO32-인 글리세르알데하이드의 일인산 에스터(에스테르)이다.

## 해당과정과 포도당신생합성 모두의 중간생성물

### 형성
D-글리세르알데하이드 3-인산은 가역 반응에서 다음의 3가지 화합물로부터 생성된다.
- 알돌레이스에 의해 과당 1,6-이중인산(F1,6BP)으로부터 글리세르알데하이드 3-인산(G3P)이 생성됨.

|  |

- 삼탄당 인산 이성질화효소에 의해 다이하이드록시아세톤 인산(DHAP)으로부터 글리세르알데하이드 3-인산(G3P)이 생성됨.

|  |

### 기질
- 글리세르알데하이드 3-인산은 해당과정에서 1,3-비스포스포글리세르산을 생성하기 위한 기질이다.

|  |

글리세르알데하이드 3-인산은 글리세롤이 해당과정과 포도당신생합성 경로로 들어가는 진입점이기 때문에 중요하다. 또한, 글리세르알데하이드 3-인산은 오탄당 인산 경로의 참여자이며 생성물이다.

## 광합성에서 중간생성물
식물의 광합성 과정에서 3-포스포글리세르산(3PG)은 캘빈 회로의 첫 단계에서 생성되며, 리불로스 1,5-이중인산(RuBP)와 이산화 탄소(CO2)가 루비스코에 의해 촉매되어 생성된다. 캘빈 회로에서 3-포스포글리세르산(3PG)는 ATP의 에너지와 NADPH의 환원력을 사용하여 글리세르알데하이드 3-인산(G3P)로 전환된다. 캘빈 회로의 반응 산물인 ADP, 무기 인산(Pi), NADP+는 명반응으로 되돌려져서 광합성이 계속해서 진행된다. 리불로스 1,5-이중인산(RuBP)는 캘빈 회로가 계속 진행되도록 재생성된다.
글리세르알데하이드 3-인산(G3P)은 일반적으로 광합성의 주요한 최종 산물로 간주되며 즉각적인 영양소로 사용될 수 있다. 글리세르알데하이드 3-인산(G3P)는 포도당과 같이 다른 세포로 수송될 수 있는 단당류를 형성하기 위해 결합 또는 재배열되거나 녹말과 같은 불용성 다당류로 저장되기도 한다.

### 대차대조표
6 CO2 + 6 리불로스 1,5-이중인산(RuBP) (+ 12 ATP와 12 NADPH) → 12 글리세르알데하이드 3-인산(G3P)
10 글리세르알데하이드 3-인산(G3P) (+ 6 ATP) → 6 리불로스 1,5-이중인산(RuBP)
2 글리세르알데하이드 3-인산(G3P) → 포도당 (6-carbon).

## 트립토판 생합성에서
글리세르알데하이드 3-인산은 인체 내에서 합성되지 않는 필수 아미노산인 트립토판의 생합성 경로에서 부산물로 생성된다.

## 티아민 생합성에서
글리세르알데하이드 3-인산은 인체 내에서 합성되지 않는 또 다른 물질인 티아민(비타민 B1)의 생합성 경로에서 반응물로 발견된다.

## 같이 보기
- 글리세르알데하이드